# Ben W. Olcott

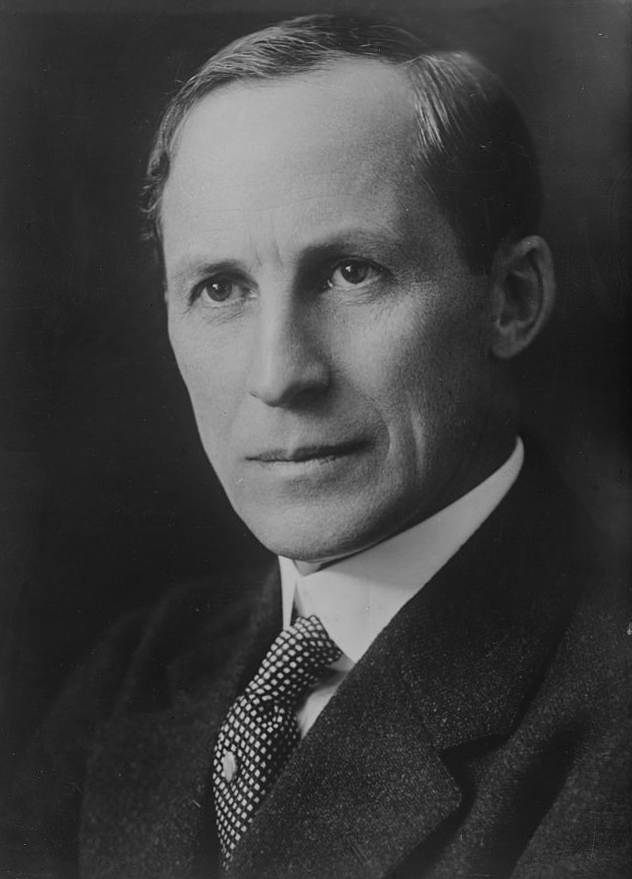
Ben W. Olcott

Ben W. Olcott (* 15. Oktober 1872 in Keithsburg, Illinois; † 21. Juli 1952 in Portland, Oregon) war ein US-amerikanischer Politiker und von 1919 bis 1923 der 16. Gouverneur des Bundesstaates Oregon.

## Frühe Jahre und politischer Aufstieg
Ben Olcott besuchte die Keithsburg Elementary School und danach eine Handelsschule in Dixon. Nach einem Zwischenaufenthalt in Chicago zog er im Jahr 1891 nach Salem in Oregon. Dort teilte er sich mit dem späteren Gouverneur Oswald West eine Wohnung. West hatte großen Einfluss auf Olcotts politische Laufbahn. In den folgenden 15 Jahren war Olcott im Nordwesten der USA in verschiedenen Positionen tätig. So war er beispielsweise Farmarbeiter, Maurer, Schuhverkäufer, Buchhalter, Bankangestellter und Goldgräber in Alaska. Dort nahm er auch an Hundeschlittenrennen teil.
Nach seiner Rückkehr nach Oregon verschaffte ihm sein alter Freund Oswald West im Jahr 1909 eine Stelle bei der Landbehörde. Dann wurde er vom damaligen Gouverneur George Earle Chamberlain zum Vertreter Oregons bei der Aufklärung eines Bankzusammenbruchs in Portland ernannt. Obwohl Olcott und West in unterschiedlichen Parteien waren, halfen sie sich gegenseitig. Olcott unterstützte den Gouverneurswahlkampf von West im Jahr 1911. Im Gegenzug wurde Olcott vom neuen Gouverneur West zum Secretary of State ernannt. In den Jahren 1912 und 1916 wurde er durch Wahlen in diesem Amt bestätigt. Als im März 1919 Gouverneur James Withycombe nach nur zwei Monaten seiner zweiten Amtszeit verstarb, musste Olcott als Secretary of State entsprechend der Verfassung das Amt des Gouverneurs übernehmen und die angebrochene Amtszeit beenden.

## Gouverneur von Oregon
Nach seinem Amtsantritt setzte er den unter seinem Vorgänger begonnenen Ausbau des Straßennetzes fort. In seiner Amtszeit wurden erstmals Flugzeuge zur Früherkennung von Waldbränden eingesetzt. Er sorgte auch dafür, dass die Wälder entlang der Autobahnen unter Schutz gestellt wurden. Das Ende des Ersten Weltkrieges, nur wenige Monate vor seiner Amtsübernahme, erforderte eine Umstellung der Industrieproduktion auf den zivilen Bedarf. Die heimkehrenden Soldaten mussten wieder in die Gesellschaft eingegliedert werden und die Kriegsinvaliden sowie die Hinterbliebenen der Kriegstoten mussten versorgt werden. Olcott war kein Freund der japanischen Einwanderer und schlug vor, den Japanern in Oregon jeglichen Landbesitz zu untersagen. Auf der anderen Seite war er aber auch ein Gegner des damals verstärkt auftretenden Ku-Klux-Klans. Er lehnte jede Zusammenarbeit oder gar Unterstützung des Klans ab. Das kostete ihn im Jahr 1922 die Wiederwahl, als sein Gegenkandidat Walter M. Pierce mit der Unterstützung des Klans zum neuen Gouverneur gewählt wurde.
Nach dem Ende seiner Gouverneurszeit zog Olcott nach Kalifornien, wo er bis 1924 die kalifornische Niederlassung der Bank of Italy in Long Beach leitete. Nach seiner Rückkehr nach Oregon wurde er Direktor der Oregon Mutual Savings Bank in Portland. Er starb im Juli 1952. Ben Olcott war mit Lena O. Hutton verheiratet, mit der er drei Kinder hatte.